# Irwin Allen
Ne doit pas être confondu avec le réalisateur et producteur  américain Irving Allen
Irwin Allen est un éditeur de magazine, réalisateur, producteur et scénariste américain, né le 12 juin 1916 à New York, et mort le 2 novembre 1991 à Santa Monica, en Californie (États-Unis). Il est connu pour ses films catastrophe.

## Biographie
Né dans une famille juive et diplômé en journalisme, Irwin Allen est d'abord rédacteur de revues, producteur et réalisateur d'une émission de radio et propriétaire d'une agence de publicité avant de se lancer dans la production de films au cours des années 1950.
Il produit et réalise notamment en 1953 Cette mer qui nous entoure, film inspiré d'un livre de Rachel Carson et qui décroche l'Oscar du meilleur documentaire.
Sa comédie fantaisiste L'Histoire de l'humanité, qui sort en 1957 et dans laquelle Dennis Hopper incarne Napoleon et Harpo Marx Isaac Newton, est un lourd échec critique et commercial, mais il remporte un certain succès au box-office avec Le Cirque fantastique (1959), Le Monde perdu (1960) et Le sous-marin de l'apocalypse (1961).
En 1964, Irwin Allen se lance dans la production télévisuelle avec Voyage au fond des mers (1964), une série de science-fiction qui jouit d'une bonne popularité.  Encouragé par ce succès, il lance l'année suivante ce qui deviendra sa série la plus célèbre : Perdus dans l'espace (1964).  Suivent les séries Au cœur du temps (1966) et Au pays des géants (1968).
En 1967, il réalise un téléfilm La Cité sous la mer avec les acteurs Glen Corbett et Lloyd Bochner mais ne sera pas pris pour une série censée être diffusée sur NBC. Une grande partie des rushs seront réutilisés et plusieurs scènes refilmées avec Stuart Whitman pour une sortie en 1971 dans les cinémas européens.
En 1968, il réalise un court métrage The Man from the 25th Century (en) qui devait servir de pilote pour un projet commandé par la chaîne CBS avec l'acteur James Darren mais la série ne verra pas le jour.
Il revient au cinéma avec succès au début des années 1970 en produisant L'Aventure du Poséidon (1972), film réalisé par Ronald Neame.  Se déroulant dans un paquebot renversé par une lame de fond, L'Aventure du Poséidon lance la mode du ‘film-catastrophe’.  Toujours dans la même veine, Irwin Allen connaît un succès encore plus impressionnant avec sa production suivante La Tour infernale (1974), décrivant un incendie dans un gratte-ciel. Le film est réalisé par John Guillermin et met en vedette trois des acteurs les plus populaires de l’époque : Steve McQueen, Paul Newman et Faye Dunaway.  Il récolte huit nominations aux oscars dont celle du meilleur film.  La Tour infernale est à la fois un des films les plus connus du genre et le sommet de la carrière d'Irwin Allen. C'est aussi lors de cette même année qu'Irwin Allen se marie avec l'actrice Sheila Allen (en) (Sheila Matthews).
Il réalise lui-même sa production suivante, L'Inévitable Catastrophe, film centré sur un essaim d’abeilles meurtrières.  Mais cette fois, malgré une distribution imposante (Michael Caine, Henry Fonda), le film est une déception, tant au niveau critique que commercial.  Allen ne connait guère plus de succès avec Le Dernier Secret du Poseidon, une suite du film de 1972 qu’il produit et dirige en 1979.   Il termine la décennie 1970 en produisant ce qui sera un des derniers avatars du film-catastrophe, Le Jour de la fin du monde.  Réalisé par James Goldstone, le film, qui se passe sur une ile menacée d’une éruption volcanique, passe pratiquement inaperçu.
Allen retourne alors vers la télévision et continue de produire des téléfilms dans le genre catastrophe en association avec les studios Warner. Il termine sa carrière avec le drame social Au-dessus de la loi en 1986.

## Filmographie

### comme producteur
- 1950 : Voyage sans retour (Where Danger Lives) de John Farrow
- 1951 : Une veine de... (Double dynamite) de Irving Cummings
- 1952 : Cette mer qui nous entoure (The Sea Around Us)
- 1952 : Une fille dans chaque port (A Girl in Every Port) de Chester Erskine
- 1954 : Mission périlleuse (Dangerous Mission) de Louis King
- 1956 : The Animal World
- 1957 : L'Histoire de l'humanité (The Story of Mankind)
- 1959 : Le Cirque fantastique (The Big Circus) de Joseph M. Newman
- 1960 : Le Monde perdu (The Lost World)
- 1961 : Le Sous-marin de l'apocalypse (Voyage to the Bottom of the Sea)
- 1962 : Cinq Semaines en ballon (Five Weeks in a Balloon)
- 1964 : Voyage au fond des mers ("Voyage to the Bottom of the Sea") (série TV)
- 1965 : Perdus dans l'espace ("Lost in Space") (série TV)
- 1966 : Au cœur du temps ("The Time Tunnel") (série TV)
- 1968 : Au pays des géants ("Land of the Giants") (série TV)
- 1971 : La Cité sous la mer (City Beneath the Sea) (TV)
- 1972 : L'Aventure du Poséidon (The Poseidon Adventure) de Ronald Neame
- 1974 : La Tour infernale (The Towering Inferno) de John Guillermin
- 1975 : Terreur sur le Queen Mary (Adventures of the Queen) (TV) de David Lowell Rich
- 1975 : The Swiss Family Robinson (série TV)
- 1976 : Les Voyageurs du Temps (Time Travelers) (TV) de Alexander Singer
- 1976 : Déluge sur la ville (Flood!) (TV) de Earl Bellamy
- 1977 : Horizons en flammes (Fire!) (TV) de Earl Bellamy
- 1978 : Le Retour du capitaine Nemo (The Return of Captain Nemo) (TV) de Alex March et Paul Stader
- 1978 : L'Inévitable Catastrophe (The Swarm)
- 1979 : Hanging by a Thread (TV) de Georg Fenady
- 1979 : Le Dernier Secret du Poseidon (Beyond the Poseidon Adventure)
- 1980 : Le Jour de la fin du monde (When Time Ran Out...) de James Goldstone
- 1980 : Les Diamants de l'oubli (The Memory of Eva Ryker) (TV) de Walter Grauman
- 1981 : Code Red (série TV)
- 1983 : The Night the Bridge Fell Down (TV) de Georg Fenady
- 1983 : Cave-In! (TV) de Georg Fenady
- 1985 : Alice au pays des merveilles (Alice in Wonderland) (TV) de Harry Harris (en)
- 1986 : Au-dessus de la loi (Outrage!) (TV) de Walter Grauman

### comme scénariste
- 1952 : Cette mer qui nous entoure (The Sea Around Us)
- 1956 : The Animal World
- 1957 : L'Histoire de l'humanité (The Story of Mankind)
- 1959 : Le Cirque fantastique (The Big Circus)
- 1960 : Le Monde perdu (The Lost World)
- 1962 : Cinq Semaines en ballon (Five Weeks in a Balloon)

### comme réalisateur
- 1952 : Cette mer qui nous entoure (The Sea Around Us)
- 1956 : The Animal World
- 1957 : L'Histoire de l'humanité (The Story of Mankind)
- 1960 : Le Monde perdu (The Lost World)
- 1961 : Le Sous-marin de l'apocalypse (Voyage to the Bottom of the Sea)
- 1962 : Cinq Semaines en ballon (Five Weeks in a Balloon)
- 1969 : La Cité sous la mer (City Beneath the Sea)
- 1978 : L'Inévitable Catastrophe (The Swarm)
- 1979 : Le Dernier Secret du Poseidon (Beyond the Poseidon Adventure)